# Rhacodinella aurata
Rhacodinella aurata är en tvåvingeart som beskrevs av Louis-Paul Mesnil 1970. Rhacodinella aurata ingår i släktet Rhacodinella och familjen parasitflugor. Inga underarter finns listade i Catalogue of Life.